# Anaxyrus microscaphus
Cóc Arizona (Anaxyrus microscaphus) là một loài cóc thuộc họ Bufonidae.
Đây là loài đặc hữu của Hoa Kỳ.
Môi trường sống tự nhiên của chúng là rừng ôn đới, sông ngòi, sông có nước theo mùa, đầm nước, đầm nước ngọt, đầm nước ngọt có nước theo mùa, suối nước ngọt, ao, hố lộ thiên, đất có tưới tiêu, và đất nông nghiệp có lụt theo mùa.
Chúng hiện đang bị đe dọa vì mất nơi sống.